# Krzysztof Kołomański
Krzysztof Marek Kołomański (Opoczno, 16 agosto 1973) è un ex canoista polacco.

## Palmarès

### Olimpiadi
- 1 medaglia:
  - 1 argento (Sydney 2000 nel C2)

### Mondiali
- 2 medaglie:
  - 1 oro (Nottingham 1995 nel C2)
  - 1 argento (La Seu d'Urgell 1999 nel C2)

### Europei
- 3 medaglie:
  - 1 argento (Augusta 1996 nel C2 a squadre)
  - 2 bronzi (Augusta 1996 nel C2; Mezzana 2000 nel C2)